# درو غولدبرغ
درو غولدبرغ المعروف باسمه المستعار على الإنترنت، درو بينسكي، هو مدون ومصور رحلات أمريكي. يوثق رحلاته على قناته على يوتيوب وحسابات التواصل الاجتماعي الأخرى. وبحلول مارس 2020، كان قد زار 191 دولة وخطط مبدئيا لزيارة كل دولة في العالم. وكان صاحب الرقم القياسي العالمي لزيارات مواقع التراث العالمي لليونسكو في 24 ساعة.